# Lulu Fakahega
Lulu Fakahega (fr. Mont Lulu Fakahega, ang. Mount Lulu Fakahega) – najwyższy szczyt archipelagu Wysp Wallis należących do Wallis i Futuny. Góra znajduje się na wyspie Uvea. Jest to niewysoki stożek wygasłego wulkanu. Jego zachodnie krawędzie osiągają 151 m n.p.m., wschodnie 125 m n.p.m., a dno krateru znajduje się na wysokości 97 m n.p.m.